# 湯沢 - 秋田線
湯沢 - 秋田線（ゆざわ・あきたせん）は秋田県湯沢市・横手市と秋田市を結ぶ高速バスである。
全便、予約不要の定員制。

## 運行会社
- 羽後交通（湯沢自動車営業所）
- 秋田中央交通（秋田営業所）

## 運行回数
- 1日3往復（羽後2、秋中1）
- いずれも平日に運休するが、羽後交通担当便はお盆・年末年始期間に毎日運行する。

## 運行経路・停留所

### 運行経路
湯沢・十文字・横手 ～ （秋田自動車道経由） ～ 秋田（イオン御所野～長崎屋バスターミナル～秋田駅前～県庁・市役所前～八橋市民広場・裁判所前）

### 途中停留所
凡例
▲：下り降車のみ
△：下り乗車のみ
▼：上り降車のみ
▽：上り乗車のみ
●：乗降とも取り扱い
| 停留所名               | 秋田行き | 横手・湯沢行き | 備考                 | 所在地 | 所在地 |
| ---------------------- | -------- | -------------- | -------------------- | ------ | ------ |
| 八橋市民広場・裁判所前 | ▲        | ▽              |                      | 秋田県 | 秋田市 |
| 県庁・市役所前         | ▲        | ▽              |                      | 秋田県 | 秋田市 |
| 山王十字路             | ▲        | ▽              |                      | 秋田県 | 秋田市 |
| 川反入口               | ▲        | ▽              |                      | 秋田県 | 秋田市 |
| 秋田駅前               | ▲        | ▽              | 西口10番のりばに停車 | 秋田県 | 秋田市 |
| 川反入口               | ▲        | ▽              |                      | 秋田県 | 秋田市 |
| 山王十字路             | ▲        | ▽              |                      | 秋田県 | 秋田市 |
| 長崎屋バスターミナル   | ▲        | ▽              | 4番のりばに停車      | 秋田県 | 秋田市 |
| 茨島                   | ▲        | ▽              |                      | 秋田県 | 秋田市 |
| 大野口                 | ▲        | ▽              |                      | 秋田県 | 秋田市 |
| 仁井田中丁             | ▲        | ▽              |                      | 秋田県 | 秋田市 |
| イオン御所野店前       | ●        | ●              |                      | 秋田県 | 秋田市 |
| 南外バスストップ       | ●        | ●              |                      | 秋田県 | 大仙市 |
| 角間川バスストップ     | ●        | ●              |                      | 秋田県 | 大仙市 |
| 横手北インター         | △        | ▼              |                      | 秋田県 | 横手市 |
| 横手駅西口             | △        | ▼              | 1番のりばに停車      | 秋田県 | 横手市 |
| 横手インター入口       | △        | ▼              |                      | 秋田県 | 横手市 |
| 道の駅十文字           | △        | ▼              |                      | 秋田県 | 横手市 |
| 岩崎                   | △        | ▼              |                      | 秋田県 | 湯沢市 |
| 表町                   | △        | ▼              |                      | 秋田県 | 湯沢市 |
| 湯沢駅前角             | △        | ▼              |                      | 秋田県 | 湯沢市 |
| 湯沢営業所             | △        | ▼              |                      | 秋田県 | 湯沢市 |

- 湯沢営業所から十文字ICまで、横手ICから横手北SICまで、秋田南ICから八橋市民広場・裁判所前まで（秋田市内）は、国道13号などの一般道路を走行する。横手北SICから秋田南ICまでは秋田自動車道を走行する。
- 表のようにクローズドドアシステムを採用しており、湯沢営業所 - 横手インター入口間は、秋田行は乗車のみ、湯沢行は降車のみ可能。八橋市民広場・裁判所前 - 仁井田中丁間は、湯沢行は乗車のみ、秋田行は降車のみ可能。
- 途中のトイレ休憩は、西仙北サービスエリアで利用可能。ただし、降車ボタンで運転士に知らせる必要がある。必要としない場合はそのまま通過する。
- 高速道路が通行止めとなった場合は、運休または迂回運行となることがあり、高速道路上のバスストップおよび横手北インターでの乗降ができないことがある[1]。

## 歴史
- 1991年（平成3年）7月25日 - 秋田自動車道秋田南IC - 横手IC間開通に伴い、湯沢 - 秋田線運行開始。
- 2006年（平成18年）4月1日 - 1日8往復に増便（うち4往復は横手発着）。
- 2009年（平成21年）4月1日 - 全便が湯沢営業所発着となる。
- 20xx年 - 秋田中央交通担当便が2往復減便、1日6往復となる。
- 2014年（平成26年）7月1日 - 羽後交通担当便のうち1往復がこの日より運休、1日5往復となる[2]。
- 2017年（平成29年）12月1日 - 秋田中央交通担当便を1往復一時運休とし、4往復（秋田1往復、羽後3往復）体制とした。
- 2018年（平成30年）4月1日 - 羽後交通担当便の1往復を土日祝日のみ（一部指定期間を除く）の運行とし、平日3往復（秋田1往復、羽後2往復）、土日祝及び一部の指定期間4往復（秋田1往復、羽後3往復）体制とした。
- 2019年（令和元年）
  - 8月4日 - 秋田自動車道横手北SICの開通に伴い、旭バスストップでの乗降取り扱いを中止[3]。
  - 12月1日 - 一部運行経路を変更。横手バスターミナル・平鹿バスストップでの乗降取り扱いを中止し、横手駅西口・横手北インターでの乗降扱い開始[4]。
- 2022年（令和4年）
  - 3月26日 - 秋田中央交通担当便にAkiCA導入開始。
  - 4月1日 - 羽後交通担当便にPayPay導入開始。
  - 4月21日 - 羽後交通が湯沢営業所内にて、新型コロナウイルスの感染および濃厚接触者が複数確認され、緊急的な乗務員不足になっていると発表。このため、同社が担当する全便（3往復）を一時的に運休することとなった[5]。
  - 4月26日 - 緊急的な乗務員不足により運休していた3往復が、この日から運行を再開。
  - 8月1日  - 秋田中央交通が慢性的な乗務員不足解消のため、同社担当便の1往復を土日祝日のみの運行とし、平日2往復（羽後2往復）、土日祝4往復（秋田1往復、羽後3往復）、一部の指定期間（8月6日～8月15日、12月24日～1月9日の平日）3往復（羽後3往復）体制となった[6]。
  - 12月1日 - 羽後交通が深刻な乗務員不足により、同社担当便の3往復全ての平日運行を、この日より休止。これにより、秋田中央交通担当便の1往復を含め、全便が平日に運休することとなった[7]。
- 2023年（令和5年）
  - 9月23日 - 秋田中央交通の運転士が新型コロナウイルスに感染し人員不足になっているとして、この日から秋田中央交通担当便の1往復（八橋市民広場6:15発、湯沢営業所10:00発）が当面の間運休。羽後交通担当便（2往復）のみの運行となった[8]。
  - 9月30日 - 新型コロナウイルスの影響により運休していた秋田中央交通担当便が、この日から運行を再開[9]。
  - 11月2日 - 羽後交通担当便にd払い及びメルペイ決済導入開始[10]。
- 2024年（令和6年）
  - 2月17日 - 秋田中央交通が故障車両の復旧のめどが立たないとして、同社担当便の1往復（八橋市民広場6:15発、湯沢営業所10:00発）がこの日から運休。羽後交通担当便（2往復）のみの運行となった[11][12]。
  - 3月9日 - 運休していた秋田中央交通担当便が、この日から運行を再開[13]。
  - 4月1日 - 羽後、秋中の両者共に深刻な乗務員不足が続くことから、全便（3往復）の運行をこの日より当分の間休止[14][15]。

## 使用車両画像

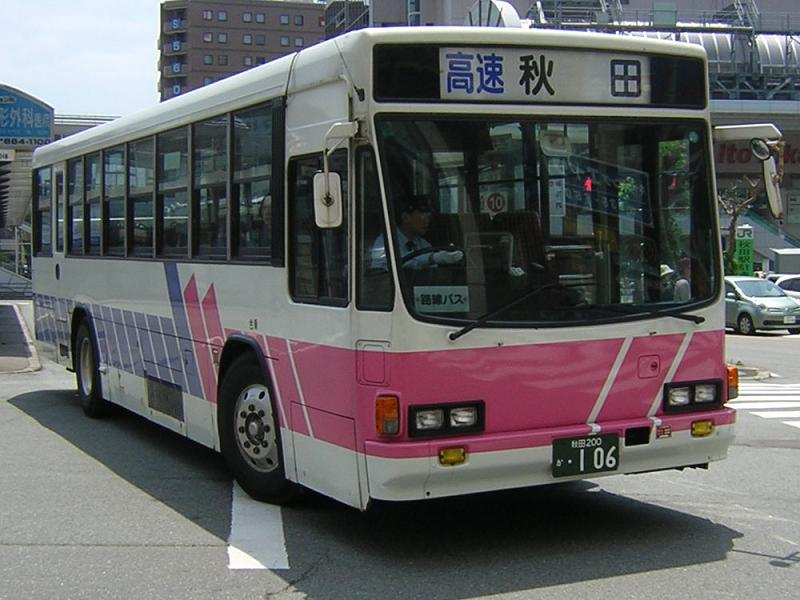
秋田中央交通が充当していた貸切塗装の一般路線車
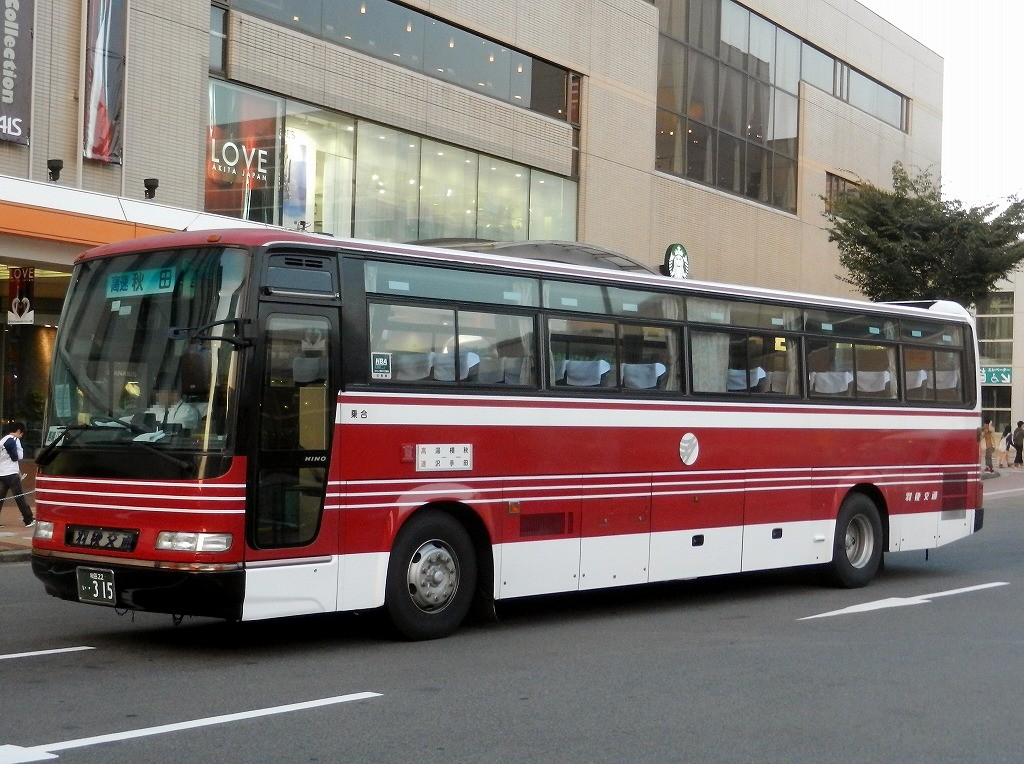
以前充当されていた大型車（現在は、新貸切塗装車を充当）
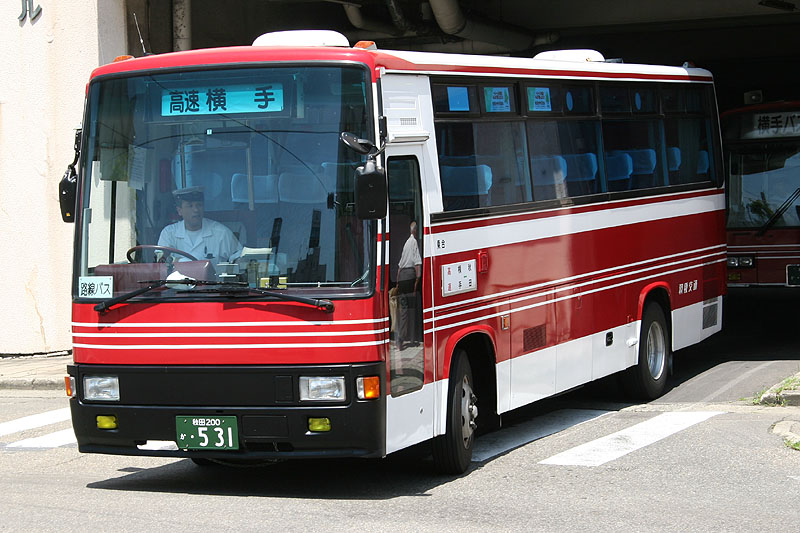
以前充当されていた中型車（羽後交通、現在は他営業所に転属）